# Reacció de combinació
Una reacció de combinació o reacció de síntesi és aquella reacció química on els dos reactius es combinen en un producte.
Es poden representar per
X + Y → XY
Normalment les reaccions de combinació són exotèrmiques. Per exemple el metall bari i el gas fluor es combinaran en una reacció olt exotèrmica que forma la sal fluorur de bari:
Ba + F₂ → BaF₂
Un altre exemple és l'òxid de magnesi combinant amb diòxid de carboni per produir carbonat de magnesi.
MgO+ CO₂→MgCO₃
i un altre exemple és el ferro combinant amb el sofre per a produir sulfur de ferro (II).
Fe+ S→FeS
Sovint hi ha reaccions que entren en més d'una categoria. Per exemple, la combustió de metall magnesi també és una reacció de combinació donat que allibera òxid de magnesi i energia.
2Mg+O₂→2MgO + calor
Aquesta reacció normalment és exotèrmica, ja que allibera calor.
Una reacció de combinació pot ser d'aquests tres tipus:
| Tipus                            | Exemple                |                                                                             |
| -------------------------------- | ---------------------- | --------------------------------------------------------------------------- |
| a) Entre dos elements            | C + O₂ → CO₂           | El carboni cremat completament en oxigen proporciona diòxid de carboni      |
| b) Entre dos compostos           | 2CaO + 2H₂O → 2Ca(OH)₂ | L'òxid de calci combinat amb aigua dona hidròxid de calci                   |
| c) Entre un element i un compost | 2CO + O2 → 2CO2        | Quan l'oxigen es combina amb monòxid de carboni es forma diòxid de carboni. |

Quan ocorre una reacció de combinació entre un metall i un no-metall el producte format és un sòlid iònic. Un exemple pot ser el liti reaccionant amb sofre que produeixen sulfur de liti.